# Ludwik Peretz
Pour les articles homonymes, voir Peretz.
Ludwik Janusz Peretz, né à Varsovie le 9 janvier 1923 et mort le 1er décembre 2022 à Villeneuve-d'Ascq, est un architecte français d'origine polonaise.

## Biographie
Il commence sa formation à la faculté d'architecture de l'École Polytechnique de Varsovie, il a servi dans les rangs de l'armée clandestine polonaise et fut prisonnier de guerre en 1944-45. Il émigre en France et devient élève de Marcel Favier, Robert Clément et André Lys à l’École régionale d’architecture de l’École des Beaux-arts de Lille. Il est diplômé le 29 novembre 1955. Pendant sa formation, de 1948 à 1955, il travaille chez Thibault à Lille. Il est naturalisé français en 1966.
Il est architecte à Roubaix puis à Lille. Il réalise de très nombreuses constructions dont beaucoup d'églises.

## Principales constructions
- 1959-1964 : École des beaux-arts (actuellement INPI), 97 boulevard Carnot (Lille) avec Marcel Favier
- 1960 : Église du Saint-Curé-d'Ars[3] (désacralisée en 1983, accueillant depuis la maison de quartier du faubourg de Béthune) à Lille avec Maurice Salembier
- 1963 : Église Notre-Dame-de-la-Nativité[4], boulevard Bizet à Villeneuve-d'Ascq avec Maurice Salembier
- 1964 : Chapelle Notre-Dame-de-la-Nativité[5] (actuellement restaurant), avenue Léo-Lagrange à Armentières
- 1964 : Chapelle Saint-Pierre[6] (actuellement logements), rue Danton à Lomme
- 1965 : Église Saint-Joseph[7] à Grande-Synthe avec Gaston Leclercq et Maurice Salembier
- 1965 : Chapelle Saint-Paul[8], avenue du Maréchal-de-Lattre-de-Tassigny à Saint-André-lez-Lille
- 1966 : Église Sainte-Bernadette[9] à Rosendaël avec Gaston Leclercq et Maurice Salembier
- 1972 : Maison Monniez 109 Avenue de Brigode à Villeneuve d'Ascq avec Gilbert Delecourt
- 1973 : Maison Derville, 115 Avenue de Brigode  à Villeneuve d'Ascq avec Gilbert Delecourt
- 1975 : Immeuble, 109 rue de Jemmapes (Lille)[10]
- 1976 : Maison Camus, 224 Avenue  de Brigode  à Villeneuve d'Ascq avec Gilbert Delecourt
- 1979 : Maison Wallez, parc du Haumont à Mouvaux avec Gilbert Delecourt
- 1980 : Chapelle dite Centre Romero[11], place Léon-Blum à Villeneuve-d'Ascq avec Gilbert Delecourt